# Великошкарівська сільська рада
Великошка́рівська сільська́ ра́да — адміністративно-територіальна одиниця та орган місцевого самоврядування в Шепетівському районі Хмельницької області. Адміністративний центр — село Велика Шкарівка.

## Загальні відомості
Великошкарівська сільська рада утворена в 1937 році.
- Територія ради: 3,837 км²
- Населення ради: 1 291 особа (станом на 2001 рік)
- Територією ради протікає річка Хомора

## Населені пункти
Сільській раді підпорядковані населені пункти:
- с. Велика Шкарівка
- с. Курганівка
- с. Онишківці

## Склад ради
Рада складається з 16 депутатів та голови.
- Голова ради:
- Секретар ради: Шевченко Тетяна Іванівна

### Керівний склад попередніх скликань
| Прізвище, ім'я, по батькові | Основні відомості                                                                                                | Дата обрання | Дата звільнення |
| --------------------------- | --- | ------------ | --------------- |
| Музика Олександр Петрович   | Сільський голова, 1952 року народження, безпартійний                                                             | 26.03.2006   | 25.11.2006      |
| Малишко Микола Васильович   | Сільський голова, 1954 року народження, освіта середня спеціальна, член Всеукраїнського об'єднання «Батьківщина» | 04.03.2007   | 31.10.2010      |
| Малишко Микола Васильович   | Сільський голова, 1954 року народження, освіта середня спеціальна, член Всеукраїнського об'єднання «Батьківщина» | 31.10.2010   | 11.07.2013      |

Примітка: таблиця складена за даними сайту Верховної Ради України

### Депутати
За результатами місцевих виборів 2010 року депутатами ради стали:

#### За суб'єктами висування
| Суб'єкт висування | Кількість обраних депутатів | %    |
| ----------------- | --------------------------- | ---- |
| Самовисування     | 8                           | 50   |
| Партія регіонів   | 7                           | 43,8 |
| Народна партія    | 1                           | 6,3  |

#### За округами
| № округу        | Прізвище, ім'я, по батькові     | Дата визнання обраним | Освіта             | Партійна приналежність                        | Відомості про обраного депутата                                |
| --------------- | ------------------------------- | --------------------- | ------------------ | --------------------------------------------- | -------------------------------------------------------------- |
| Народна Партія  |                                 |                       |                    |                                               |                                                                |
| 11              | Харусь Петро Васильович         | 03.11.2010            | вища               | позапартійний                                 | ВАТ Шепетівське ПМК 181, заступник директора                   |
| Партія регіонів |                                 |                       |                    |                                               |                                                                |
| 1               | Ткачук Дмитро Леонідович        | 03.11.2010            | середня спеціальна | позапартійний                                 | тимчасово не працює                                            |
| 2               | Коба Майя Василівна             | 03.11.2010            | середня            | позапартійна                                  | Шепетівське РВНАСК «Оранта», страховий агент                   |
| 3               | Кондратюк Віра Іванівна         | 03.11.2010            | середня спеціальна | позапартійна                                  | Великошкарівський фельдшерсько-акушерський пункт, завідувачка  |
| 4               | Паламарчук Олександр Петрович   | 03.11.2010            | середня            | позапартійний                                 | фермерське господарство «Агроінвестпроект 2005», тракторист    |
| 5               | Перунський Віктор Сігізмундович | 03.11.2010            | середня спеціальна | позапартійний                                 | пенсіонер                                                      |
| 10              | Постольчук Галина Григорівна    | 03.11.2010            | вища               | позапартійна                                  | відділ поштового зв'язку с. Велика Шкарівка, начальник         |
| 14              | Данюк Микола Калевич            | 03.11.2010            | середня            | позапартійний                                 | Фермерське господарство «Лазерів Хутір»                        |
| Самовисування   |                                 |                       |                    |                                               |                                                                |
| 6               | Поліщук Володимир Олександрович | 03.11.2010            | вища               | позапартійний                                 | тимчасово не працює                                            |
| 7               | Шевченко Тетяна Іванівна        | 03.11.2010            | вища               | позапартійна                                  | Великошкарівська сільська рала, секретар                       |
| 8               | Жвалюк Оксана Дмитрівна         | 03.11.2010            | середня            | позапартійна                                  | Великошкарівська загальноосвітня школа І-ІІ ст., кухар         |
| 9               | Постольчук Сергій Григорович    | 03.11.2010            | середня спеціальна | позапартійний                                 | Грицівський дитячий садок, робочий                             |
| 12              | Малишко Анатолій Васильович     | 03.11.2010            | вища               | позапартійний                                 | тимчасово не працює                                            |
| 13              | Матюшенков Валерій Сергійович   | 03.11.2010            | середня            | член Всеукраїнського об'єднання «Батьківщина» | тимчасово не працює                                            |
| 15              | Гуменюк Світлана Костянтинівна  | 03.11.2010            | середня            | позапартійна                                  | будинок-інтернат для громадян похилого віку, сестра-господарка |
| 16              | Амбрось Віктор Миколайович      | 03.11.2010            | середня спеціальна | член Всеукраїнського об'єднання «Батьківщина» | тимчасово не працює                                            |